# 송흥진
송흥진(1884~1960)은 전라남도 장성(長城) 북하 대악리 출신이며, 광주 숭일학교 농감(農監)이자 교회 장로이며, 3.1운동 당시 만세시위를 주도해 2년여 옥고를 치른 독립운동가이다.

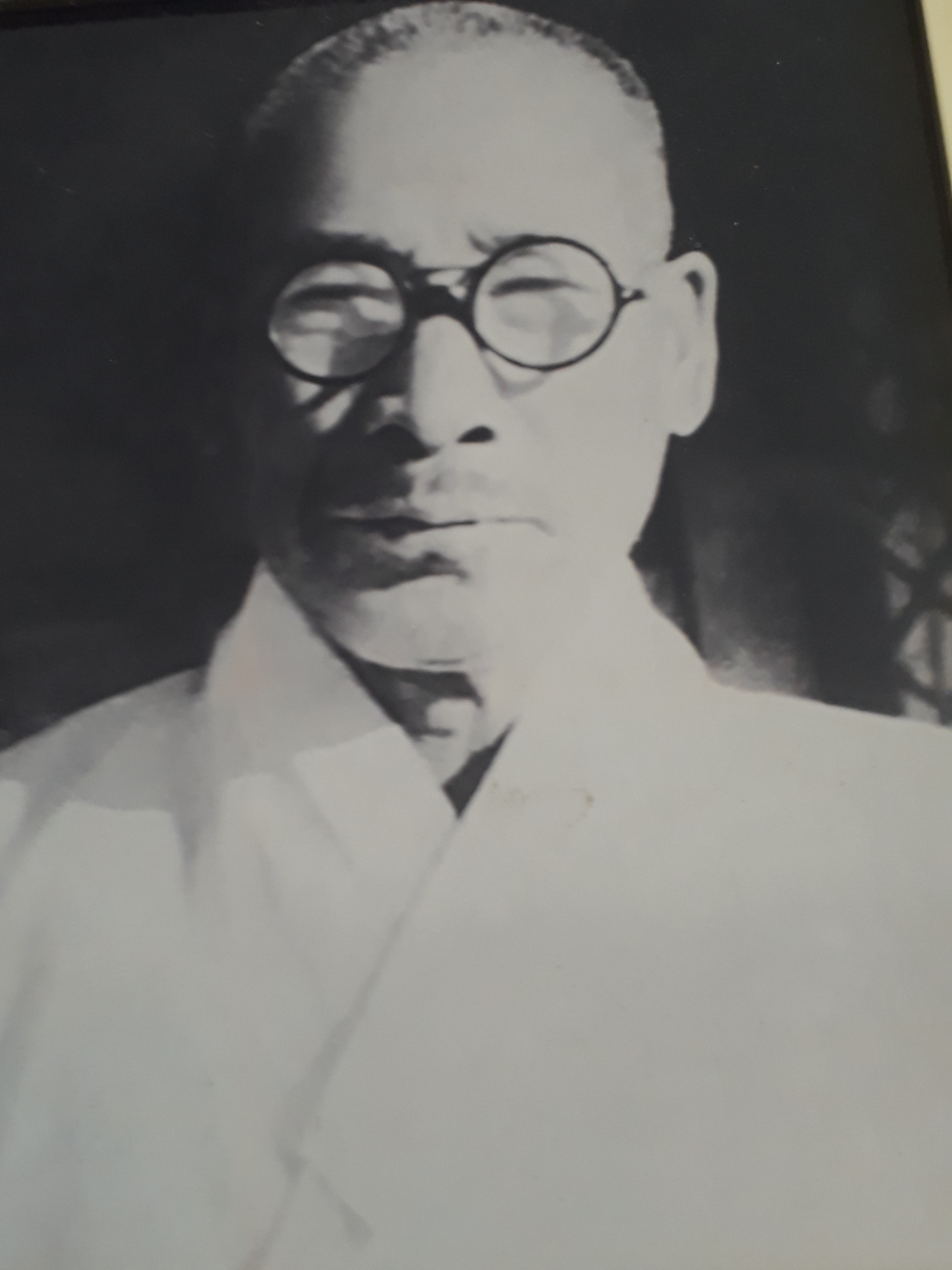
송흥진

## 3.1운동
전남 광주의 1919년 독립 만세시위는 김복현(金福鉉), 김 강(金剛), 최병준(崔丙浚), 서정희(徐定禧) 같은 인물이 주도해 시작됐다. 김필수(金弼秀)목사는 1919년 2월 하순에 서울에 가서 3·1운동 거사를 준비하던 사람들과 만나 전남 광주(光州)의 만세 시위를 벌이라고 위촉받았다. 그는 광주에 내려와서 최흥종(崔興琮)과 만나 논의한 뒤 서울로 돌아갔다. 김복현은 3월 2일 최흥종과 함께 상경하여 담양 출신 국기열(鞠錡烈)의 주선으로 청량리 근처 산기슭에서 광주 출신 유학생 김범수(金範洙)·정광호(鄭光好)·최정두(崔正斗) 등과 광주 만세 시위를 협의하였다. 이때 그는 광주 만세 시위의 책임자로 추대되었다. 광주의 첫번째 만세시위는 1919년 3월 10일, 광주의 작은 장날에 천여 명이 운집한 가운데 일어났다. 광주의 독립만세 운동은 서울 파고다 공원에서 1919년 3월 1일 독립만세운동이 발생하기 전부터 은밀히 준비하는 단계에 있었다. 일본 도쿄에 건너가 공부하던 정광호(鄭光好)는 그곳 조선 유학생들이 2·8독립선언서를 발표한 선언서를 귀국해서 광주의 청년들에게 전하였다. 그러자 최한영과 김복수(金福洙) 같은 청년들은 정광호가 전해준 2·8독립선언서를 기회를 보아 널리 알리고자 등사해 숨겨 두었다.

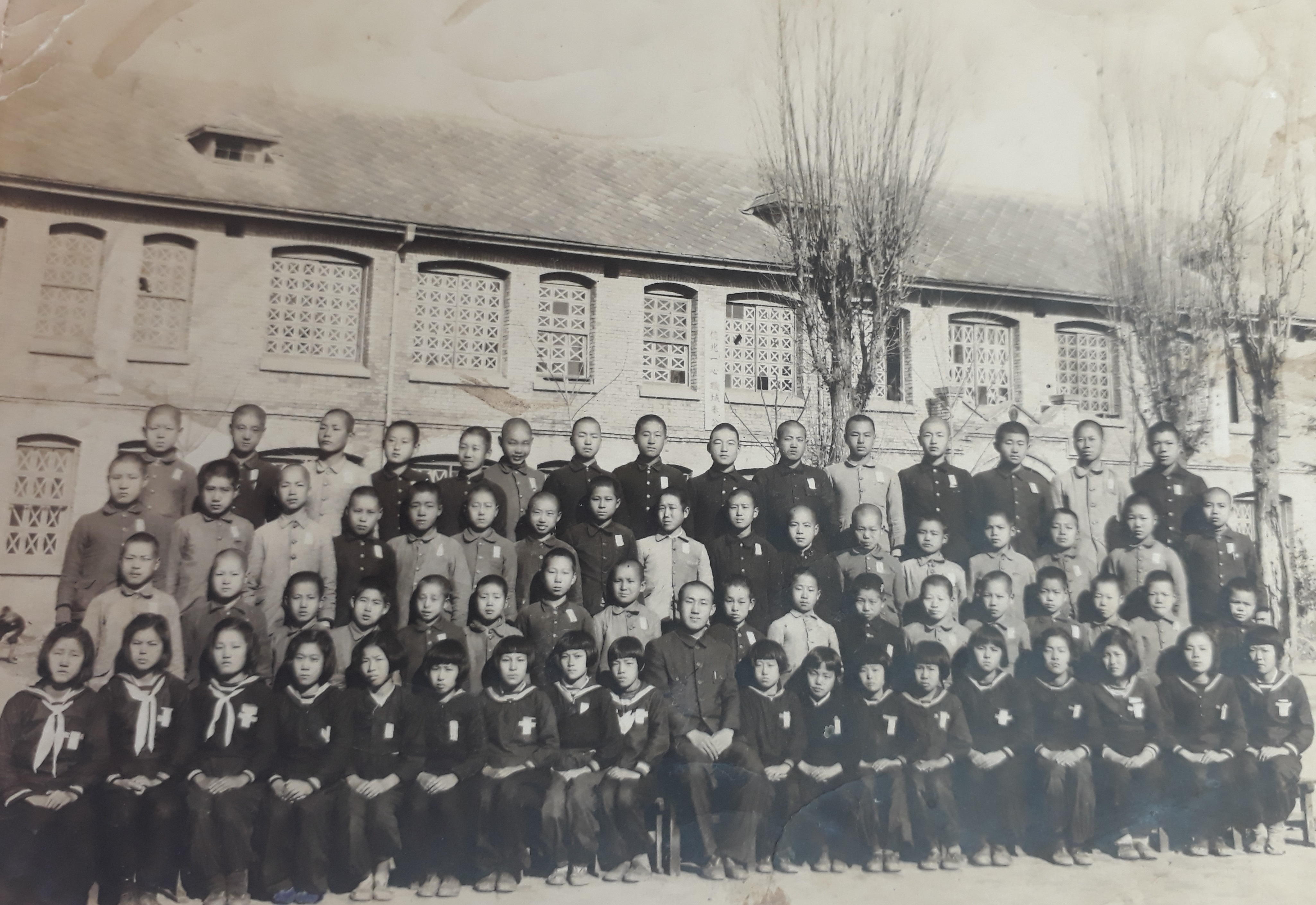

광주에서 3.1운동을 준비한 이들은 1919년 3월 6일 밤 지금의 남구 양림동(당시 효천면 양림리) 남궁혁 집에서 거사를 논의했다. 이날 모인 사람은 광주 3.1운동을 주도한 김복현과 최병준, 송흥진(宋興眞), 최정두(崔正斗), 한길상(韓吉祥), 김용규(金容圭), 김태열(金泰烈), 강석봉(姜錫奉), 손인식(孫仁植) 등 양림교회 교인, 삼합양조회 회원 등 9명이 모였고 이들 중 송흥진은 숭일학교 교감, 손인식, 최병준은 숭일학교 교사였다. 이들은 서울의 독립운동 상황을 공유하고 광주에서도 만세시위를 벌이며 독립선언서를 배포하기로 하였다. 이날 김복현은 김강의 소개로 송흥진 집에 유숙했다. 거사 계획에 따라 송흥진과 손인식은 숭일학교 소유의 등사판 2개를 제공하였다. 본래 시위 날짜는 3월 8일 큰 장날부터 하기로 했으나 일제 경찰과 관헌의 삼엄한 경계 및 기타의 사정으로 8일까지 인쇄를 못하였다. 그러자 김복현, 김강, 서정희, 송흥진 등은 이기호 집에 다시 모여 작은 장날이 열리는 10일 오후 2시로 거사 날짜를 연기했다.
이 당시 인쇄된 독립선언서는 1,500장에 달하였고 경고문과 독립가도 200여 통이었다. 송흥진은 광주 숭일학교 농감으로 재직하면서 1919년 3월 8일 장성 삼서면의 송주일(宋柱一, 당시 28세)에게 편지를 보내 만세시위를 권하였다. 그 주요 내용은 다음과 같았다.
"조선은 이제 독립하게 되었으니 너는 면사무소와 거주지 이장은 물론, 남녀노약을 불문하고 민중에게 이 길보(吉報)를 알리게 하라. 광주에서는 벌써 각 학교생도 기타 노유(老幼) 남녀 할 것 없이 모두 집합하여 독립만세를 부르기로 결정하였다."
송주일은 고흥이 고향이며 광주 숭일학교 출신 청년이자 송흥진의 제자로서 미국인 타마자 선교사 권유로 3년 전부터 장성 소룡리에 내려가 사숙교사(私塾敎師) 생활을 하며 동네 어린이들에게 신학문을 가르치는 중이었다. 그는 은사 송흥진의 독립만세 운동 권유 편지를 받은 뒤 3월 15일 오후 3시경 삼서면 소룡리 교인 약 70명 앞에서 그 편지를 낭독하였고 그들과 독립만세를 외쳤다. 이처럼 송흥진은 광주 인근의 기독교계 만세시위 확산에 기여한 것으로 보인다. 그는 광주의 만세시위를 앞두고 숭일학교 교사 최병준과 함께 학생들에게 "경성(서울)을 비롯한 각지에서 독립운동을 시작했는데 우리는 가만 있어서야 되겠느냐"며 동참을 호소하였고, 당일에는 주요 학생에게 약 20매씩 인쇄물을 배포하도록 교부하고 운동 개시 시각을 고지했다. 그는 또 3월 8일 광주교 아래서 축구하던 청년들에게도 독립운동에 참여하도록 권유하였고 기타 3~4명 청년에게도 똑같이 권유하였다.
광주에서는 작은 장날인 1919년 3월 10일 오후 2시경 김복현, 김강 등이 독립선언서 배포를 시작하였고 부동교 아래 작은 장터에서 약 1천여 명이 모인 가운데 만세시위를 벌였다. 시위대는 각 방향에서 조직적으로 참여하였는데 양림동쪽에서는 송흥진을 중심으로 기독교인과 숭일학교, 수피아학교 학생들이 광주천을 따라 시위 행진을 하였다. 송흥진은 '조선독립만세'라 적힌 큰 태극기를 들고 흔들며 선두에 서서 단체를 지휘하였고 학생들은 각자 준비한 작은 태극기를 들고 '조선독립만세'를 외치며 뒤따랐다. 북문쪽에서는 광주농업학교 학생들과 시민들이 만세시위를 벌였다. 송흥진은 광주 작은 장터 만세시위 당시 체포, 구금되었으며 대구복심법원에서 보안법 위반 및 치안 방해 혐의로 재판을 받아 2년 옥고를 치렀다. 일제는 판결문에서 "피고 김복현, 김강, 서정희, 송흥진, 최병준은 실로 본건 망동의 수괴(首魁)"라 표현하였다.

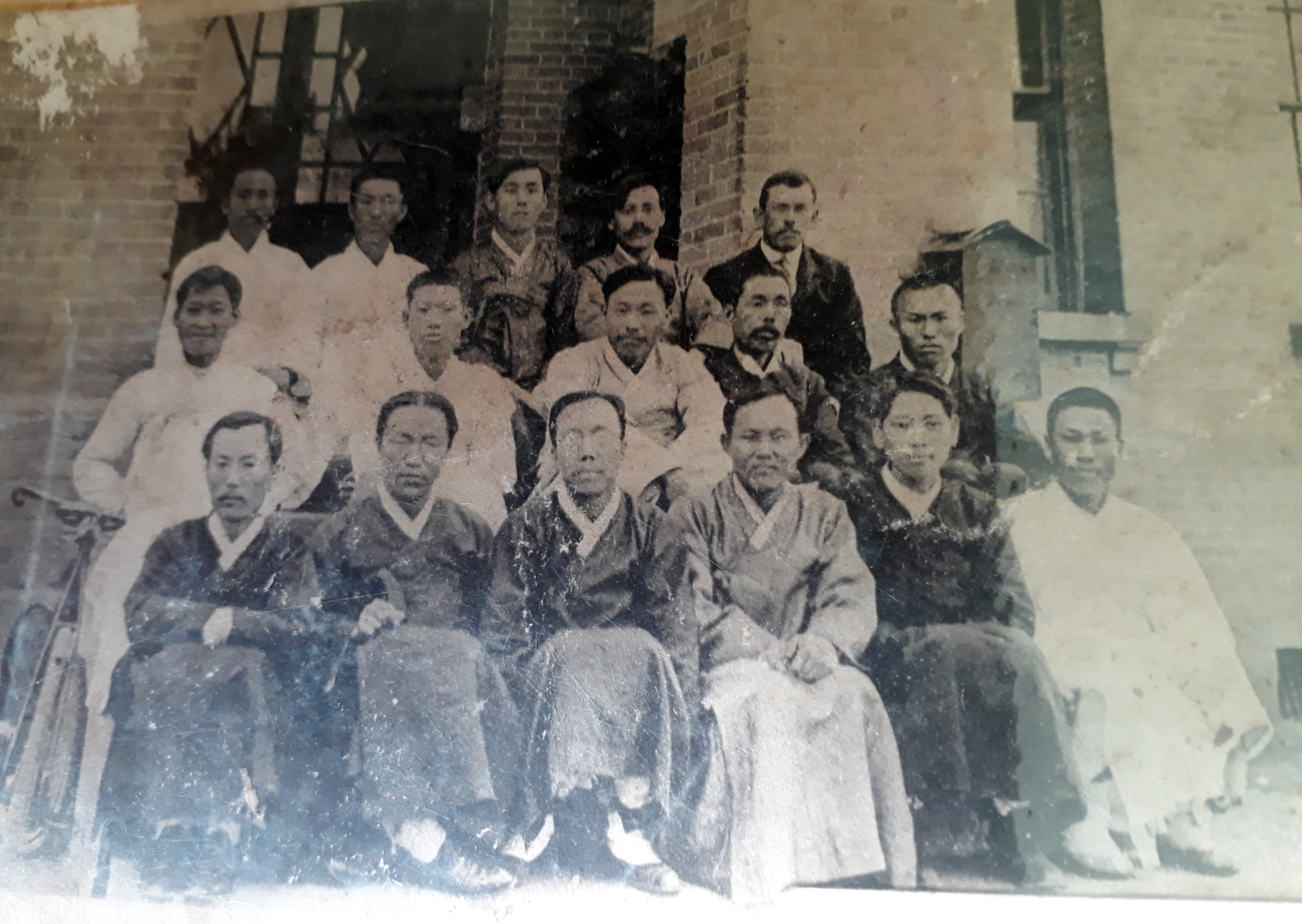

## 서훈
정부에서는 송흥진의 공훈을 기리어 1977년 애족장(대통령표창)을 표창하였고 1990년에 이르러 건국훈장을 추서하였다.

## 생애
송흥진은 1884년 4월 14일 장성군 장성면 장안리(長安理)에서 송덕삼 씨의 차남으로 출생하였다. 그는 1905년 20세경에 전리(全理) 김자현 씨 장녀 김애마(愛馬) 여사와 결혼하였다. 1911년(27세경)에는 기독교 복음 전도를 받아 신자가 되었고 장성 북하 대방교회 교인으로 3년간 봉사하였다. 그러던 중 이듬해 3월 학습교인이 되었고, 1913년 3월에 미국인 선교사 타마자(John Van Nest Talmage) 목사에게 세례를 받았다. 송흥진은 30세경인 1915년에 타마자 선교사와 동역하고자 광주시 양림동으로 이사해 숭일학교 농감을 역임하였다. 그는 숭일학교 농감으로 재직하던 중인 1919년 3월 10일 광주 작은 장날 벌어진 만세시위를 주도하여 숭일학생 대열의 진두에 서서 만세 행렬을 지도하다가 일경에 체포되어 대구 형무소에서 2년간 옥고를 치렀다. 1922년경부터는 기독교 복음을 전하고자 전도사가 되어 담양 대치중앙교회, 무정교회, 담양읍교회, 개동교회 등에서 봉직하였다. 이후 담양읍 완동으로 이사하여 장로 안수를 받았고, 1930년경에는 담양 봉산면 양지리로 이사해 당시 황야 강변이던 독서골을 개간하고 와우리에 교회를 세웠다. 송흥진은 1940년경 와우리의 허름한 집을 개조해 만든 예배당을 양지리에 신축하여 이전하는데 주도적인 역할을 하였다. 이처럼 그는 약 50여년 간 담양지역 여러 교회에서 전도사와 장로로 봉사하던 중 1남 1녀를 남기고 1960년 9월 29일 새벽에 지병으로 별세(향년 75세)하였다.